# الخلف والخليف
الخلف والخليف هما موقعان لقريتين متجاورتين تفصل بينهما مسافة كيلو مترين فقط، عثر فيهما على بقايا أحياء سكنية مختلفة وكذلك بقايا مسجد الخلف المربع الشكل الذي تبلغ مساحته 324 متر مربع، ويظهر فيه الطابع التحصيني من حيث ارتفاع جدرانه وسماكتها ومتانة البناء، أما مسجد الخليف فقد أندثر ولم يبق منه شيء، ويحتوي الموقعان على العديد من المقابر فيهما، وكذلك النقوش الخطية التي عثر منها على 27 نقشا تغطي فترة زمنية متقدمة من القرون الهجري الأولى، وجميعها منقوشة بالخط الكوفي المتدرج من البسيط إلى المورق ثم المزهر، تقع القريتان في محافظة قلوة التابعة لمنطقة الباحة في تهامة جنوب غرب المملكة العربية السعودية.

## نظرة عامة
تقع قريتا الخلف والخليف على بعد خمسة كيلومترات تقريبا شمال محافظة قلوة بمنطقة الباحة، وتكاد لا تذكر إحداهما حتى تذكر الأخرى معها وقد ارتبطتا ارتباطا وثيقا كونهما متجاورتين وتحملان من الآثار والنقوش ما يجعل ذكرهما أمرا لا بد منه، توجد بقريتي الخلف والخليف العديد من النقوش الإسلامية الغائرة والتي تقدر بأكثر من ثمانية عشر نقشا في عدد من أحجار البازلت تحمل البسملة وآيات قرآنية وأدعية وترجع بعض المصادر إلى أن تاريخ الخلف والخليف يعود لأواخر القرن الثامن وأوائل القرن التاسع الهجريين.
تُعد قرية الخلف والخُليف إحدى أقدم القرى الأثرية في منطقة الباحة التي اشتهرتا بنمطهما المعماري المعتمد على الحجر المحلي الصلد، المطرز بالأقواس والجص الأحمر الذي لا يزال بعض أجزائه قائمة إلى وقتنا الحاضر. وبحسب ما أظهرت نقوش جدران القريتين، فإن عمرهما يعود تاريخه إلى أوائل القرن الثالث الهجري، وتتوزع فيهما العديد من المنازل السكنية التي لا تزال بعض جدرانها قائمة إلى الآن، بينما تداعى الكثير منها الأمر الذي جعل عدد من أهلها ينقل بعض حجارتها المنهارة ليبنى بها من جديد في مكان آخر أسفل القرية الأثرية. تضم القريتان العديد من المواقع الأثرية المتمثلة في الحصون والمباني القديمة، ومسجد الخلف التاريخي الذي يمثل نمطاً معمارياً فريداً من نوعه، وكذا وجود بئر دغيفقة التي تقع على بعد 100 متر تقريباً إلى الغرب من القرية بالقرب من سفح الجبل الذي تقف عليه قرية الخلف، فهي لا تزال قائمة ولم تطمر فيما غُطيت بحجارة ضخمة جداً أبقي لها فتحات لمعرفتها.
يُرجع الباحثون سبب تسمية بئر دغيفقة بهذا الاسم إلى كثرة عروق الماء وحباله التي تصب فيها من طبقات الأرض ولغزارة مائها، وبها فتحة من جهة الجبل تستخدم لأعمال الصيانة، ويتصل بها نفق فوق سطح الأرض مغطى يصل البئر بالحي السكني الذي اندثر مع مرور الأيام. ورُصعّت جدران الموقعان بالنقوش الخطية التي عُثِر منها ما يقارب 27 نقشًا شاهدًا على تلك الحقبة الزمنية التي تمتد من النصف الأول للقرن الثالث الهجري حتى النصف الثاني من القرن الخامس الهجري جميعها منقوشة بالخط الكوفي المتدرج من البسيط إلى المورق ثم المزهر، إلى جانب وجود مقابر عديدة بالقريتين.
و كان عريف هذا القرية الشيخ موسى بن عيسى أبا عمران بن يوسف بن مفلح بن مسعود بن صالح بن أحمد بن عبدالحميد بن محمود بن أحمد بن محمد بن سليمان بن عبدالله بن محمد بن إبراهيم بن مالك بن عبدالله بن محمد بن ظهر بن إبراهيم بن محمد بن زين العابدين بن الحسين بن علي بن ابي طالب رضي الله عنهما 

و قد أجاز لابراهيم بن جميع ليستقر في الخليف عام سبعمئة و اثنين و ستين و قد صاحبه.

## الموقع والتسمية
تسمى الخَلِيْف بفتح الخاء وكسر اللام وسكون الياء بعدها فاء ومن معانيها تدافع الأودية، وإنما ينتهي المدفع إلى خليف ليفضي إلى سعة، وقيل الطريق بين الجبلين والطريق في الجبل أيا كان، موقع القريتين يتكون من جبال تتخللها طرق وشقوق وشعاب يتدافع منها الماء إلى الأودية التي تكتنف المكان من نواحي عديده، وتكتنفه الجبال والتلال من نواح أخرى، وتشتهر بآثارها ونقوشها التاريخية، وتتقاسم الخليف الشهرة مع قرية الخلف التي تقع جنوبها مباشرة، وكلا القريتين تميزتا بطابعهما الأثري القديم، أكدت الدراسات التي أجريت على أهمية القريتين من الناحية التاريخية، وقد وجدت نقوش أثرية في بعض منازلهما ومقابرهما القديمة دلت على أصالتهما التاريخية ومدى ما وصل إليه أهل تلك القريتين من تقدم حضاري ورقي فكري في الجوانب الحضارية والمدنية، ولعل أول ذكر للخليف حفظته المصادر التاريخية المتاحة ورد عند مؤرخ مكة المكرمة تقي الدين الفاسي المتوفى في عام 832 هـ، والذي أشار إليه بقوله: الخليف وهو حصن بينه وبين مكة ستة أيام، كما ذكر الخليف مؤرخ اليمن أبو العباس الشرجي المتوفي في عام 893 هـ يقول: الخليف وهي قرية قريبة من قرية الخلف وهما من الحجاز مما يلي اليمن.
وقلما تذكر إحداهما إلا وتذكر الأخرى معها فلا يقال إلا الخلف والخليف غالبا، وتتميز قرية الخليف بموقعها الطبيعي، فقد روعي عند اختيار موقعها حصانتها الطبيعية، حيث تقع على سفح جبل يسمى الدردة الذي يحتضنها من جهة الشمال والشمال الشرقي، وقد شكل لها حصانة طبيعية من تلك الجهة، وتشرف من جهة الجنوب والغرب على واديين مشهورين وهما وادي ذي غلف من الجنوب الغربي ووادي ريم من الشرق، وتلتقي في وادي دوقة الكبير عند بلدة الهجافة، وهذا أيضا وفر لها مزيدا من الحماية الطبيعية، تمتد على جانبي الواديين مزارع تستفيد من سيول الواديين حال حدوث الأمطار والذي تشرف عليه عدة جبال ومنها: جبل السوداء وأم الشبك وجبل عروان، وبين هذا التشابك الجغرافي يأتي الحي السكني في موقع القرية القديم الذي يصعب الولوج إليه إلا من جهة الجنوب، وتتميز بيوت الخليف بأنها متراصة ومتقاربة ولها أبواب تغلق ليلا، وتسكن هذه البيوت عوائل وأسر ممتدة من سلالة رجل واحد مثل بيت العواجي وبيت آل سويد وبيت آل رضي وبيت آل قحيطي.

## معالم القريتين
- من معالم قرية الخلف المسجد الذي تقدر مساحته بنحو 324 متر مربع، وله أربع واجهات ومئذنة واحدة تقع في الزاوية الجنوبية الشرقية من صحن المسجد، وقد اعتمد في بناء المسجد على الصخور الصلبة الشديدة، وتم بناؤه على هضبة مرتفعة حتى لا يتعرض لمداهمة السيول وتحف به شعاب شديدة الانحدار من الجهتين الشمالية والغربية، في حين يقترب منسوب أرض المسجد مـع أرضية القرية مـن جهتيه الجنوبية والشرقية، كما يتوسط فناء المسجد بركة مائية يقدر عرضها بمترين ونصف بشكل مربع وبعمق ثلاثة أمتار أو تزيد قليلا مبنية بالحجر المحلي الصلد بهدف توفير المياه الصالحة للشرب للمصلين وأهالي القرية.
- أما بئر دغيفقة فتقع في أسفل الجبل الذي أقيم عليه الحي السكني الشمالي لمدينة الخلف وبه الجامع وسميت بهذا الاسم لكثرة عروق الماء وحباله التي تصب فيها من طبقات الأرض ولغزارة مائها وهي شبه مقفلة إلا من ثلاث فتحات للدلاء لغرض السقي وبها فتحة من جهة الجبل ذكر أنها لأعمال الصيانة ويتصل بها نفق فوق سطح الأرض مغطى يصل البئر بالحي السكني لكنه اندثر وبقيت بعض الأحجار ولا أحد يستطيع المرور منه من غير أهل المدينة وعمل بهذه الطريقة لكثرة المنازعات والحروب وبذلك يضمن الأهالي مورد الماء.
- أما مسجد الخليف فقد اندثر ولم يبق منه شيء، ويتميز الموقعان بالمقابر العديدة فيهما، وكذلك النقوش الخطية التي عثر منها على 27 نقشا شاهديا تغطي فترة زمنية تمتد من النصف الأول للقرن الثالث الهجري حتى النصف الثاني من القرن الخامس الهجري، جميعها منقوشة بالخط الكوفي المتدرج من البسيط إلى المورق ثم المزهر، والملاحظ أنه يصعب الوصول إلى هذا الموقع الثري المهم فالطريق يحتاج إلى تعبيد والمكان يحتاج إلى عناية فائقة لتحافظ على ما تبقى من تاريخ هاتين المدينتين العريقتين.

## النقوش والآثار
تعد القريتان الواقعتان إلى الشمال من محافظة قلوة من أقدم الأماكن التي سكنت في المنطقة، حيث تشير النقوش الشاهدية التي وجدت على مقابر القريتين إلى بداية حضارتهما في منتصف القرن الثالث الهجري وتمتد حسب التواريخ المنقوشة على الشواهد إلى أوائل القرن التاسع الهجري، كما أن القريتين اشتهرتا بنمط معماري استخدم في بعضه الحجر المحلي الصلد وزين فيه الأقواس بالجص الأحمر الذي لا يزال بعض أجزائه قائمة ولاسيما في مسجد قرية الخلف الذي تقدر مساحته بحوالي 300 متر مربع، كما أن له مئذنة واحدة ويلحق بالمسجد بركة وسط ساحة المسجد، وسبيل يتوسط الجدار الجنوبي له، كما تتوزع حول المسجد وجنوبه المنازل السكنية التي ما زال بعض جدرانها قائمة بينما تداعى الكثير منها، الأمر الذي جعل الكثير من الناس ينقل بعض حجارتها المنهارة ليبنى بها من جديد في مكان آخر أسفل القرية الأثرية، كما تعتبر بئر دغيفقة التي تقع على بعد 100 متر تقريبا إلى الغرب من القرية وعند سفح الجبل الذي تقف عليه قرية الخلف، واحدة من الآبار التاريخية العجيبة في المنطقة ككل، فالبئر لا تزال كما هي لم تطمر وقد غطيت بحجارة ضخمة جدا وقد أبقي لها فتحات للدلاء، كما أن مما يميز البئر وجود ممر سري يهبط من قمة الجبل الذي شيدت عليه قرية الخلف وذلك بطول 100 متر تقريبا ليصل إلى داخل البئر، وقد عزي تشييد هذا الممر السري إلى حاجة أهالي القرية في زمن الحروب وانعدام الأمن، فهذا الممر يهبط بالناس إلى البئر لينهلوا منها الماء ثم يعودوا دون أن يراهم العدو المتربص.